# Castello di Moudon
Il castello di Moudon è un castello nel comune di Moudon del Canton Vaud in Svizzera. È un sito del patrimonio svizzero di importanza nazionale.

## Storia
Il sito del castello è strategico poiché situato a circa metà di uno sperone di roccia molassica tra i fiumi Broye e Mérine, su cui è stata costruita la città alta di Moudon. Una fortezza militare, con fossato e ponte levatoio, era all'origine del castello di Moudon. La grande torre romanica, unico elemento parzialmente conservato della fortezza originaria, ha origini poco documentate; la menzione della fondazione del castrum da parte del conte di Ginevra, intorno agli anni 1127-1132, riguarda l'intero nucleo primitivo della città alta di Moudon.
Il consolidamento del sito da parte della famiglia Zähringen intorno al 1190, a cui la tradizione attribuisce la costruzione della torre, neanche è documentato. Tuttavia, la "torre del castello" è menzionata per la prima volta nel 1233 e gli edifici accessori a questa fortificazione compaiono nelle cronache del 1341. Nel 1356, un terremoto danneggiò i tetti delle stanze che circondavano la torre. Tre anni dopo, il Vaud passò sotto il dominio diretto dei Savoia. A partire dal 1359, quindi, i balivi savoiardi realizzarono numerosi lavori di manutenzione e trasformazione nel corso dei secoli XIV e XV.
Dopo la conquista del Pays de Vaud da parte di Berna nel 1536, la sede bailliale fu trasferita al castello di Lucens. Sebbene nel 1581 la torre di Moudon fosse ancora parzialmente abitabile, venne adibita a prigione. Intorno al 1635, la torre minacciava di crollare dalla parte della città. Dieci anni dopo, si decise di demolirla fino a circa metà della sua altezza. Il rudere, che da allora è rimasto scoperto, fu gravemente lesionato da un terremoto nel 1817 e nel 1884 ne fu intrapresa la demolizione. Questa distruzione è stata fermata grazie all'intervento dell'archeologo Albert Naef.
Già nel XVIII secolo, questa pittoresca rovina ha catturato l'immaginazione degli storici. Nel 1781 si parlò per la prima volta di "torre romana", mentre altri attribuirono la torre a turno a Giulio Cesare, a Berta di Svevia o a Pipino il Breve. Un'ipotesi riguardante la costruzione da parte degli Zähringen era  stata menzionata già nel 1666 da Jean-Baptiste Plantin, poi ripresa nel 1714 dallo storico Abraham Ruchat. Questa cosiddetta origine zahringa è stata in seguito diffusa dagli studi di Frédéric de Gingins e dai dizionari storici di Martignier e poi di Mottaz, il quale ha anche attribuito erroneamente il nome di "torre di Broye" a questo edificio fortificato. Si è fatta confusione con la vera torre di questo nome, a Sugiez.

## Descrizione
Il castello, che difendeva l'ingresso orientale della città alta antica, è costruito su una pianta allungata di circa 24 x 16 m, con uno spessore di muro costante di circa 3,40 m. Nel XXI secolo, le mura si conservano a un'altezza di 10-13 m rispetto alla terrazza occidentale e non presentano aperture originali. Il rivestimento esterno è costituito da una grande pietra di tufo segata, con molti punti in cui sono visibili i marchi dei tagliatori di pietre.
Le mura che formano la cinta esterna del castello hanno conservato in gran parte il loro tracciato di origine, nonostante un'importante campagna di ricostruzione tra il 1417 e il 1436.
La torre gotica, catalogata come monumento storico nel 1900 e classificata 1 (di importanza nazionale) nel censimento architettonico del Cantone di Vaud, è anche elencata come bene culturale svizzero di importanza nazionale, mentre il castello stesso è elencato come bene culturale di importanza regionale.